# 學生襪

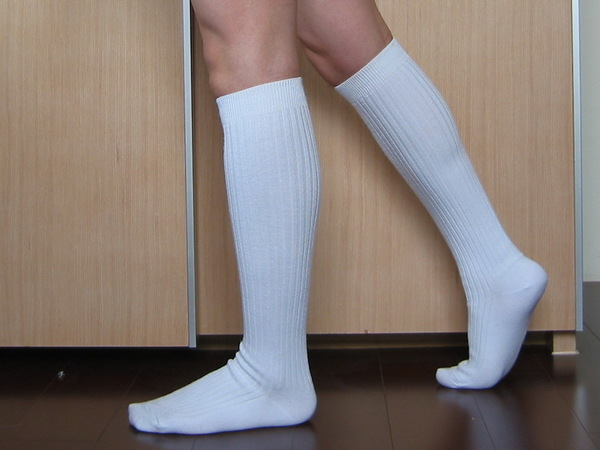

學生襪泛指中、小學生上學穿的襪子，並不限定於某一種襪款，但通常是短襪、長襪、连裤袜或長度介於兩者之間的半腿袜，顏色通常是白色。
學生襪主要是因學校服裝儀容規定而產生的稱呼，過去大部分學校會嚴格要求各項服裝儀容，包括制服、頭髮、鞋子等，其中襪子也是檢查的重點之一，因此衍伸出「襪禁」；各校要求的襪子顏色通常是白色，因此若襪子包裝上標示「學生襪」，指的就是這種白色襪子。長度則視各校而定。
很多國家和地區的校服除了私立學校，幾乎全國或全地區一致，所以出現一些專門賣校服的店家，在店門口掛上的布條或招牌會寫上「專賣制服、學生襪、球鞋」等字眼，這類店家直至今日仍存在著。
臺灣在2005年前有許多國中要求必須穿長襪（不分男女）。高中職大多是短襪或中統襪，但有些高中職只規定襪子顏色，而不限制穿長襪或短襪。香港的學校多在夏季要求學生穿白襪，冬季則多要求穿深色襪子如灰、藍、棕等。隨著各校各自設計制服，且受到日本流行的影響，襪子的規定也較為寬鬆，但學生襪的顏色和長度仍不出以上的範圍。至於船襪、膝上襪、大腿襪等襪類雖受到女學生喜愛，但幾乎不被允許穿到學校，因此不算是學生襪。